# Saint-Magne
Saint-Magne – miejscowość i gmina we Francji, w regionie Nowa Akwitania, w departamencie Żyronda.
Według danych na rok 1990 gminę zamieszkiwało 799 osób, a gęstość zaludnienia wynosiła 10 osób/km² (wśród 2290 gmin Akwitanii Saint-Magne plasuje się na 519. miejscu pod względem liczby ludności, natomiast pod względem powierzchni na miejscu 55.).